# Делійський технологічний університет
Делійський технологічний університет (англ. Delhi Technological University, скорочено DelTech, DTU), раніше та неформально Делійський інженерний коледж (англ. Delhi College of Engineering, DCE, гінді दिल्ली इंजीनियरिंग कॉलेज) — публічний технічний умовний університет в Делі, Індія.
Коледж був заснований в 1940 році під назвою Delhi Politechnic, з 1952 по 1965 роки він був афілійований з Делійським універистетом. З 1965 року він був підпорядкований уряду Національної столичної території Делі та отримав академічну незалежність. З 1989 року почалося будівництво нового кампусу для цього коледжу, а в 2009 році він отримав статус умовного університету.